# 羽賀善夫
羽賀 善夫（はが よしお、1963年1月8日 - ）は、京都府出身の、日本の柔道家。階級は95kg級。身長183cm。長男の善之介は六角橋中学3年の時に全日本選抜少年柔道大会無差別で優勝した。次男の龍之介は2015年の世界選手権100kg級のチャンピオンとなった。

## 経歴
大谷高校から天理大学へ進むと、1年の時に優勝大会で優勝した。全日本ジュニアの95kg級では3位になった。2年からは優勝大会で3年連続2位にとどまった。無差別で争われる全日本学生選手権では3回戦で国士舘大学4年の斉藤仁を有効で破るなどの活躍で3位に入った。3年の時には全日本選手権で5位になった。正力杯決勝では、後に世界選手権を2連覇する同期のライバルである東海大学3年の須貝等を破って優勝を飾った。4年の時には正力杯で2連覇を達成した。1985年には旭化成延岡の所属となると、選抜体重別では3位に入った。神戸で開催されたユニバーシアードの個人戦では3回戦でブラジルのアウレリオ・ミゲルに敗れるなどして3位にとどまったが、団体戦では優勝を果たした。1986年のフランス国際で3位になった。全日本選手権では準々決勝で大学時代の同期で無差別世界チャンピオンの正木嘉美に大外落で敗れるも5位になった。講道館杯では決勝で新日本製鐵の須貝に敗れた。1987年には講道館杯の決勝で東海大学1年の甲斐康浩を破って優勝を飾った(2010年には息子の龍之介も今大会で優勝することになり、親子でシニアの全国大会優勝と相成った)。1988年の講道館杯決勝では世界チャンピオンの須貝に敗れて2位、選抜体重別でも3位だった。1989年には環太平洋柔道選手権大会で優勝を飾った。引退後は息子達の出身道場である朝飛道場のコーチも務めている。

## 戦績
- 1981年 -　全日本ジュニア　3位
- 1981年 -　優勝大会　優勝
- 1982年 -　正力杯　3位
- 1982年 -　優勝大会　2位
- 1982年 -　全日本学生選手権　3位(無差別)
- 1983年 -　全日本選手権　5位
- 1983年 -　正力杯 優勝
- 1983年 -　優勝大会　2位
- 1984年 -　正力杯 優勝
- 1984年 -　優勝大会　2位
- 1985年 -　選抜体重別　3位
- 1985年 -　ユニバーシアード　個人戦　3位　団体戦　優勝
- 1986年 -　フランス国際　3位
- 1986年 -　講道館杯 2位
- 1986年 -　全日本選手権　5位
- 1986年 -　選抜体重別　3位
- 1986年 -　実業個人選手権　2位(無差別)
- 1986年 -　アメリカ国際　2位
- 1987年 -　講道館杯　優勝
- 1987年 -　ケベック国際大会　優勝
- 1988年 -　講道館杯　2位
- 1988年 -　選抜体重別　3位
- 1989年 -　講道館杯　3位
- 1989年 -　環太平洋柔道選手権大会　優勝

(出典、JudoInside.com)。